# Stephen Lewis
Stephen Lewis, né le 11 novembre 1937, est un homme politique et un diplomate canadien. Il a été l'envoyé spécial de l'ONU pour le VIH/SIDA en Afrique. Il était auparavant chef du Nouveau Parti démocratique de l'Ontario et animateur de l'émission Morningside (en) avec Peter Gzowski.

## Biographie
Alors ambassadeur du Canada auprès des Nations unies, il préside la conférence de Toronto de 1988, consacrée au changement climatique et organisée par le gouvernement canadien,.